# Метстага
Метстага (ест. Metstaga), місцева вимова Митстага (ест. Mõtstaga) — село в Естонії, входить до складу волості Варсту, повіту Вирумаа.